# 奥尔戈索洛
奥尔戈索洛（義大利語：Orgosolo），是意大利撒丁大区努奥罗省的一个市镇。总面积223.66平方公里，人口4431人，人口密度19.8人/平方公里（2009年）。ISTAT代码为091062。